# Otto Blume
Otto Blume (1980)
Klaus Hofemann, Gerhard Bäcker, Otto Blume, Reinhard Bispinck, Gerhard Naegele (v. l. n. r.)

Link zum Bild

Otto Blume (* 15. Februar 1919 in Porz; † 5. März 1987 in Köln) war ein deutscher Sozialwissenschaftler und Gewerkschafter. Ab 1969 hatte er einen Lehrstuhl für Sozialpolitik an der Universität zu Köln inne und befasste sich mit Fragen zur gesellschaftlichen Situation alter Arbeitnehmer und alter Menschen allgemein sowie mit dem Verbraucherschutz. Fast zwei Jahrzehnte führte er als Präsident die Arbeitsgemeinschaft der Verbraucherverbände, den Vorläufer der Verbraucherzentralen. Er trat zudem einige Male als Schlichter im Arbeitskampf in Erscheinung.

## Leben und Wirken
Blume begann als Journalist, promovierte dann an der Universität Köln mit der Dissertation Boimondau zwischen der Communauté Barbu und der Entente communautaire und habilitierte schließlich Ende der 1960er-Jahre mit einem Thema über Altenhilfe. Seit 1969 war er ordentlicher Professor am Seminar für Sozialpolitik der Universität zu Köln.
Schon 1952 hatte er sein Lebenswerk gegründet, das Institut für Sozialforschung und Gesellschaftspolitik in Köln. Das ISG war zunächst an die Universität Köln angebunden, später jedoch als eingetragener Verein und ab den 1980er Jahren daneben als GmbH privatwirtschaftlich organisiert. Zu Ehren des Gründers und langjährigen Vorsitzenden wurde der Trägerverein nach seinem Tod in Otto-Blume-Institut für Sozialforschung und Gesellschaftspolitik e. V. umbenannt.
Außerdem war Blume in vielen Ehrenämtern tätig. Hervorzuheben ist die fast zwanzigjährige Präsidentschaft der 1953 gegründeten Arbeitsgemeinschaft der Verbraucherverbände (AgV), aus der am 1. November 2000 der Verbraucherzentrale Bundesverband in Berlin hervorging. 1972 wurde er Sprecher des neu eingerichteten Verbraucherbeirats beim Bundesministerium für Wirtschaft. Daneben arbeitete Blume im Kuratorium Deutsche Altershilfe, im Deutschen Zentrum für Altersfragen und im Institut für Altenwohnbau in Köln. Er war außerdem Mitglied des Bundes-Altenbeirats in Bonn, des Beirats im Arbeits- und Sozialministerium Nordrhein-Westfalen in Düsseldorf sowie im Beirat der Wilhelm-Woort-Stiftung in Essen.
Schüler von Blume waren unter anderen Gerhard Bäcker (Universität Duisburg-Essen), Gerhard Naegele (Technische Universität Dortmund), Klaus Hofemann (Fachhochschule Köln) und Reinhard Bispinck (WSI in der Hans-Böckler-Stiftung). Das von diesen Wissenschaftlern verfasste Lehrbuch Sozialpolitik und soziale Lage in Deutschland basiert auf dem Lebenslagenkonzept, das maßgeblich von Gerhard Weisser und Otto Blume entwickelt worden war. Dieses Konzept verwendete die Bundesregierung als Grundlage für ihren ersten Armuts- und Reichtumsbericht und die darauf aufbauenden Folgeberichte.